# Marito
Marito (Bernal, 21 de marzo de 1960) es el seudónimo artístico de Mario Perrotta, que entre 1972 y 1974 fue el cantor acompañante del artista argentino Jorge Cafrune (1937-1978).
En 1970, Cafrune contactó por primera vez con Marito en el Festival del Canto Argentino de Balcarce, aunque ya lo había escuchado anteriormente en Buenos Aires en las audiciones de Miguelito Franco, y le gustaba. En el festival de Balcarce lo presentó y lo hizo cantar. Aquí se producen las primeras conversaciones con sus padres.
En octubre de 1971, cuando Cafrune estaba actuando en Asunción (Paraguay), varios empresarios de la ciudad de Formosa le pidieron que armara un espectáculo con artistas de primer orden y se presentara en aquella ciudad los días 11 y 12 de octubre, Día de la Raza.
Cafrune no pudo encontrar ningún artista, porque el Día de la Raza es una fecha en que prácticamente todos los folcloristas trabajaban.
Se acordó de Marito, lo mandó llamar y formaron una embajada artística en la que estuvieron también Los Manseros Santiagueños, Cacho Lombardi y el bailarín Hugo Jiménez. En los ensayos, en las guitarreadas de los hoteles con Marito, fue naciendo la idea del dúo. Una tarde, en un hotel de Formosa, mientras estaban ensayando, cada uno por su lado, Jorge lo llamó y le propone cantar juntos «Virgen india», cuya letra tenía Jorge. Les gustó el resultado y pasaron a cantarlo juntos al final de cada actuación. El tema gustó a la gente. En ese momento Marito tenía 11 años de edad, pero desde los 7 años había empezado a estudiar canto y guitarra (con el profesor Rodolfo Ovejero).
Luego cantarían otros temas a dúo. Empezaron a hacer actuaciones juntos y luego vendría el primer disco.
En 1972, Jorge Cafrune quiso presentar en Cosquín a Marito, pero los organizadores no se lo permitieron por ser menor de edad (tenía 12 años). Por esa razón el Turco guardó su guitarra y le dijo al público que no volvería a cantar en ese escenario. No volvería a hacerlo hasta 1978, días antes de su muerte. Los asistentes al Festival de Cosquín que querían escucharlo tenían que asistir a la peña que Cafrune instalaba en Cosquín cada verano.
La relación de Cafrune con Marito duró solo un par de años, entre 1972 y 1974. Con Jorge Cafrune, actuó en España (por primera vez en 1972) y en Francia.
Según la misma familia de Cafrune, se presentó un problema. Durante una gira por España en 1974, Marito empezó a andar mal de la voz. Cafrune, preocupado, lo hizo ver por especialistas, que recomendaron que Marito dejara de cantar por un tiempo; estaba en esos momentos en que los chicos cambian de voz y mejor era no forzarla.
Los padres de Marito se enojaron porque creyeron que eran excusas de Cafrune, e hicieron que Marito siguiera cantando como solista en Argentina por algún tiempo. En esa época realizó una linda versión de «El jardín de mi madre». Después ya no continuó cantando profesionalmente.
Actualmente Marito es comerciante y vive en Quilmes (provincia de Buenos Aires). Tiene dos hijas.

## Confusión con Jairo (Marito González)
En Argentina existe una leyenda urbana que sostiene que Marito Perrotta, después de dejar de cantar con Jorge Cafrune en 1974, desarrolló una carrera en Francia con el sobrenombre Jairo, y se hizo conocido internacionalmente.
Pero, en 1972, cuando Marito empezó a cantar con Cafrune, el cantante Mario Rubén González (nacido en 1949) ya hacía tres o cuatro años que no utilizaba su sobrenombre de la infancia Marito sino que se hacía llamar Jairo a secas, había publicado dos discos, Emociones y Por si tú quieres saber, con ese seudónimo y ya había recalado en Madrid y París.
Frecuentemente Jairo explica que él no es Marito.